# Pyabelo Chaold Kouly
Pyabelo Chaold Kouly (Pyabèlo Bernadette Chaold Kouli) là một tác giả người Togo. Sinh năm 1943 tại Pagouda, Togo, sau đó bà di cư sang Đức vào năm 1961 để học làm trợ lý phòng thí nghiệm. Bà đáng chú ý vì là một trong số rất ít nữ giới Togo đã được xuất bản.